# Бьюти Диор
Бьюти Диор (англ. Beauty Dior), настоящее имя Тешими Харрелл (англ. Teshimi Harrell, род. 7 мая 1980, Рочестер, Нью-Йорк) — американская порноактриса, член Зала славы Urban X.

## Биография

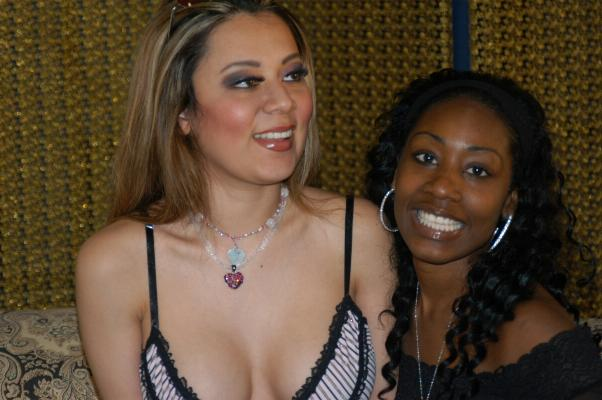
Диор и Каталина на съёмках Lesbian Swirl Fest 10, 3 февраля 2005 г.

Родилась 7 мая 1980 года (по другим данным — в 1977) в Рочестере. В порноиндустрии дебютировала в 2003 году, в возрасте около 23 лет. Снималась для таких студий, как Adam & Eve, Black Ice, Evasive Angles, Hustler Video, Heatwave, Legend Video, West Coast Productions и других.
В 2008 году получила три номинации на Urban Spice Award, в том числе в категории «лучшая исполнительница».
Ушла из индустрии в 2014 году, снявшись в 195 фильмах. В 2019 году включена в Зал славы Urban X.

## Награды и номинации
- 2008 Urban Spice Award — лучшая анальная исполнительница (номинация)
- 2008 Urban Spice Award — лучшая исполнительница (номинация)
- 2008 Urban Spice Award — самая большая задница в порно (номинация)
- 2019 включена в зал славы Urban X[8]